# عشق أباد (أصفهان)
عشق‌ أباد هي قرية في مقاطعة أصفهان، إيران. عدد سكان هذه القرية هو 23 في سنة 2006.